# Skällsjön (Ullångers socken, Ångermanland)
Skällsjön är en sjö i Kramfors kommun i Ångermanland och ingår i Nätraån-Ångermanälvens kustområde.